# Osikowo (osada leśna)
Osikowo (niem. Leitnerswalde) – mała osada leśna w Polsce, położona w województwie warmińsko-mazurskim, w powiecie kętrzyńskim, w gminie Srokowo.
W latach 1975–1998 miejscowość administracyjnie należała do województwa olsztyńskiego.
Osikowo należy do sołectwa Wilczyny.